# Maladie à IgG4
La maladie à IgG4 (également nommée maladie fibrosclérosante à IgG4 ou MFS IgG4) est une maladie chronique auto-immune généralement caractérisée par un taux élevé d'immunoglobuline G4 sérique et par un infiltrat lymphoplasmocytaire tissulaire abondant en IgG4+. Elle est susceptible de toucher tous les organes, en particulier le pancréas, avec des atteintes fibrosantes.

## Physiopathologie et diagnostic
La maladie se caractérise par une hypertrophie localisée ou diffuse d'un ou plusieurs organes, une élévation des IgG4 sériques supérieure à 135 mg/dL, une infiltration lymphocytaire et plasmocytaire polyclonale marquée associée à une fibrose, ainsi qu'une infiltration tissulaire par des plasmocytes IgG4. Des critères diagnostics spécifiques varient également selon la localisation de la maladie. Elle atteint principalement le pancréas et les voies biliaires, les glandes salivaires et lacrymales, ainsi que les ganglions médiastinaux et le rétropéritoine.

## Thérapeutique
Le caractère fréquemment tumoral et systémique de la maladie, ainsi que l’évolution vers la fibrose justifient l'instauration d'un traitement. Néanmoins, l’abstention thérapeutique, articulée à une surveillance médicale, peut s'envisager en cas de formes localisées, non compressives et asymptomatiques. Traitement de première ligne, la corticothérapie a souvent des effets rapides et visibles. Dans un second temps, il est possible de recourir à des immunomodulateurs comme l’azathioprine, le méthotrexate et le rituximab. L'imagerie conventionnelle est requise pour l'évaluation et le suivi de la maladie. Une étude de 2019 rapporte un cas rare d'opération chirurgical après l'échec de la corticothérapie et du traitement immuno-suppresseur, la résection de la fibrose ayant soulagé le patient de ses douleurs pelviennes et ne laissant pas apparaître de rechute quatre mois après sa réalisation.